# Bo Elvar Jørgensen
Bo Elvar Jørgensen (* 20. Februar 1963) ist ein ehemaliger dänischer Fußballspieler.

## Karriere
Jørgensen wechselte 1986 vom Brønshøj BK in die Bundesliga zum SV Waldhof Mannheim. In Mannheim traf er auf Mitspielern wie Jürgen Kohler und Maurizio Gaudino. Im Sturm, wo Jørgensen sich im Team von Trainer Klaus Schlappner behaupten wollte, konnte er sich in seiner ersten Saison nicht gegen Fritz Walter und Karl-Heinz Bührer durchsetzen, er kam auf neun Einsätze ohne Torerfolg. In seiner zweiten Saison, es war ein Neuanfang für Mannheim, da viele Leistungsträger dem Verein den Rücken gekehrten hatten, übernahm Felix Latzke, das Amt an der Seitenlinie. Mannheim konnte zum Saisonende die Liga erst im Relegationsspiel halten, für Jørgensen war die Spielzeit genauso wenig erfolgreich, er hatte lediglich zwei Einsätze. Er kehrte anschließend zurück nach Dänemark und spielte für den Aalborg BK.